# 基希多夫 (伯尔尼州)

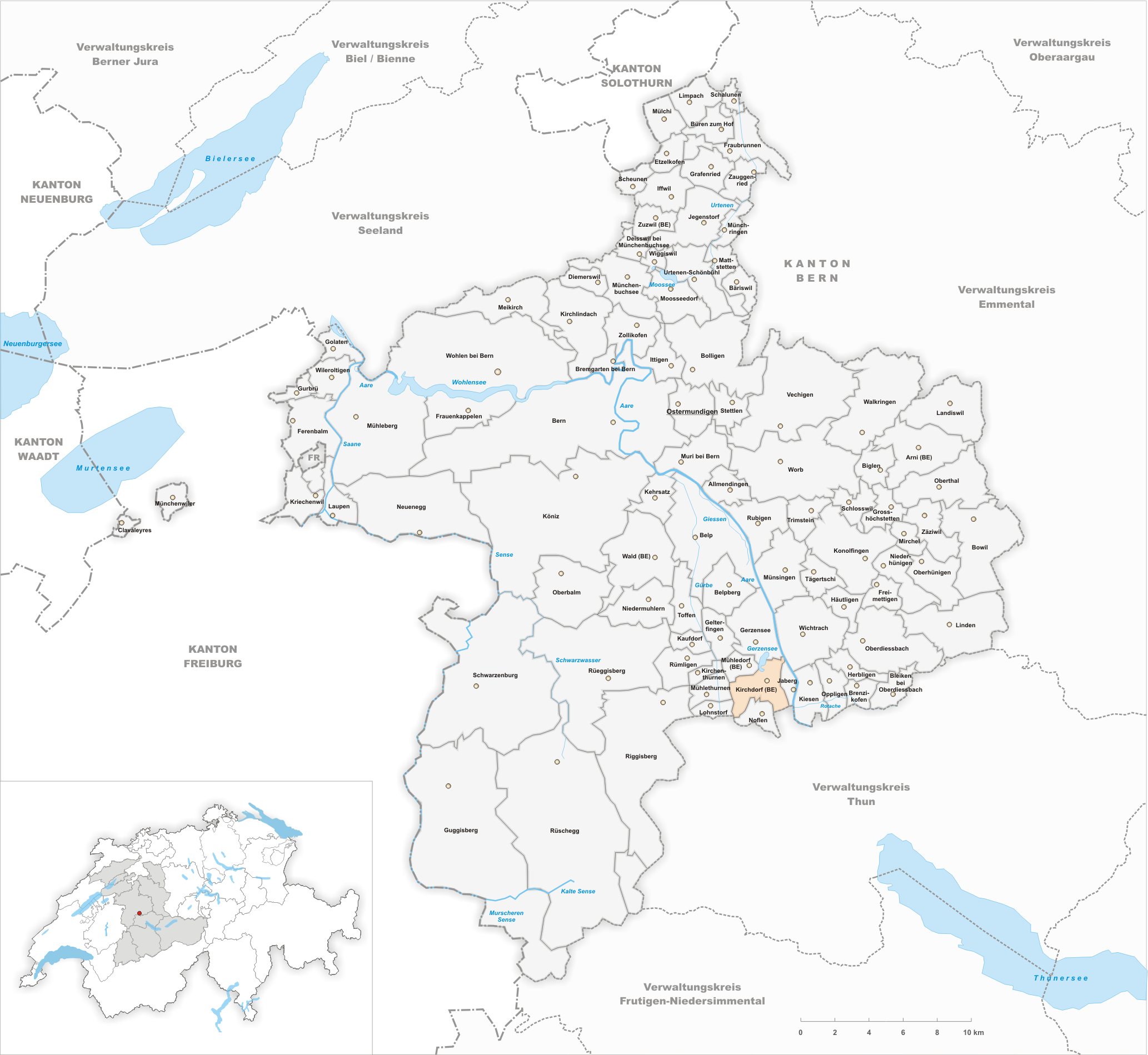
基希多夫地图

基希多夫（德语：Kirchdorf）是瑞士的城鎮，位於該國中西部，由伯恩州負責管轄，面積6.13平方公里，七成土地是農業用地，海拔高度611米，2011年人口823，人口密度每平方公里134人。